# Гаджиев, Абдулвагаб Гаджиевич
Абдулвагаб Гаджиевич Гаджиев (апрель 1889, Губден, Дагестанская АССР — 16 августа 1919, Петровск-Порт, Дагестанская область) — революционный деятель Дагестана начала XX века. Один из членов подпольного Дагобкома РКП(б), расстрелянных в 1919 году.

## Биография
В материалах военно-шариатского суда Абдулвагаб числится под именем Абдулвагаб Гаджи-Магома-оглы. 
Рано лишился матери, в юношеские годы — отца. Поэтому он ещё молодым человеком работал на бакинских нефтяных промыслах, где и получил первую революционную закалку.
В 1918 году Абдулвагаб появляется в Дербенте в рядах революционеров, среди которых были и посланцы Бакинского комитета партии большевиков. Через некоторое время он оказался в Порт-Петровске, где участвовал в деятельности Совета вместе с другим своим земляком, известным революционером Магомедовым Ахмедом (белый Ахмед). С Махачом Дахадаевым Абдулвагаб был связан еще до приезда Уллубия Буйнакского в Дагестан.
Руководитель дагестанских большевиков отзывался о нем как о скромном, волевом и опытном революционере. Он особенно ценил в нем остроумие, находчивость и способности конспирации. Немаловажное значение имело и то, что он знал 7 языков, в том числе 4 языка народов Дагестана.
Абдулвагаб сыграл большую роль в организации революционной работы в предгорных аулах Дагестана. Он создавал подпольные партизанские отряды в Губдене, Карабудахкенте, Какашуре, Гели, Парауле и в других аулах Темир-Хан-Шуринского округа. Созданный Абдулвагабом отряд участвовал во многих сражениях против Гоцинского и Бичерахова. Штурмовал бичераховских казаков на станции Манас. Бичерахову тогда удалось установить свою власть в Порт-Петровске и Темир-Хан-Шуре.
После падения Советской власти в сентябре 1918 года Абдулвагаб, как активный советский работник, уходит в подполье, проводит революционную работу против Горского правительства.
В 1919 году Абдулвагаб стал одним из близких помощников У. Буйнакского. Дом Абдулвагаба в Темир-Хан-Шуре служил местом конспиративной встречи руководителей Дагестанского подпольного обкома. Он стал своего рода штабом подготовки восстания горцев против деникинцев.
13 мая 1919 года заседавший в доме Абдулвагаба почти весь состав руководства подготовкой восстания был арестован.
В ночь на 16 августа 1919 году, приговорённый к смертной казни Абдулвагаб Гаджиев в числе пяти большевиков: У. Буйнакского, А. Исмаилова, С. Абдулгалимова, А. Алиева были расстреляны на железнодорожной станции Темиргое. В записке к своему двоюродному брату Джафару Абдулвагаб подчеркнул, что «он предпочтёт почётную смерть не почётной жизни». Гаджиев являлся самым близким идейно-политическим сподвижником Уллубия Буйнакского, поэтому он шёл по делу вторым после Уллубия.
Похоронен в Темир-Хан-Шура (ныне — Буйнакск) в братской могиле, там же похоронены Уллубий Буйнакский, М. Дахадаев, С-С. Казбеков, С. Дударов, А. Алиев, Е. Гоголев, А. Абдулмеджидов, И. Базалаев, Павленко, С. Даибов, С. Абдурахманов.

## Память
В Махачкале, в сквере Борцов революции, установлен Памятник борцам за Советскую власть в Дагестане (О. Лещинскому, У. Буйнакскому, А.-В. Гаджимагомедову, А. Исмаилову, С. Абдулгалимову, А. Алиеву).